# ポンド (質量)
ポンド（オランダ語: pond）またはパウンド（英語: pound）は、ヤード・ポンド法などにおける質量の単位である。
1959年7月1日以降（ただし日本では1993年以降）、1常用ポンドは 正確に0.45359237 キログラムと定義されている。以下、特に説明のない場合、単に「ポンド」と書いた時は常用ポンドのことを示す。漢字では磅と表記する。
ヤード・ポンド法の質量の単位には他にグレーン (grain; gr)、オンス (ounce; oz)、トン（ton; 英トン、米トン）などがある。現在では、1ポンド = 16オンス = 7000グレーンと定義されている。なお、1グレーンは、常用ポンドでもトロイポンドでも、同じ質量である。

## 記号
単位記号は lb である。日本の計量法でも lb である。イギリスなどの通貨単位ポンドは同一語源（ラテン語で重さを表す pondus）で、多くの言語で同じ名称だが、記号は異なる。日本では听の漢字を当てていたことがある。
重量ポンド(lbf)のことを単に「ポンド」と呼ぶこともあるため、重量ポンドではなく質量のポンドであることを明示するためにlbmという記号が使われることもある。
アメリカ合衆国においてもポンドの記号は通常 lb だが、"#"が使われることもある。「パウンドサイン」(pound sign)とは"lb"のことではなくて、イギリスでは"£"を、アメリカでは"#"のことを指す。転じて、電話機の"#"ボタンも「パウンド」と呼ばれ、例えば"#77"は"pound seven seven"のように読む。
英語の文章中に複数形の"lbs"という表記がされる場合、pounds（/paundz/、パウンズ）と発音する（エルビーエスとは読まない）。

### 記号 lb の由来
古代ローマではこの単位を天秤の意味の「リーブラ (libra)、複数形は librae」と呼んでおり、これがポンドを表す記号“lb”の由来である。また、通貨の単位のポンドの略号“£”もlibraの最初のl（エル）の大文字 L の飾り文字に由来する。「○○リブラの重さ」を“○○ libra pondus”と言い、このことから“pondus”がリーブラの別名となった。常用ポンドの記号「lb av」はlibra avoirdupois の略である。

## 様々なポンド
同じ「ポンド」という名称で、少なくとも4種類の異なる質量の単位があった。このうち、トロイポンドと薬用ポンドは同じ値である。
- 常用ポンド (avoirdupois pound) または国際ポンド (international pound) - 常衡
- トロイポンド (troy pound) - トロイ衡
- 薬用ポンド (apothecaries' pound) - 薬衡
- メートルポンド (metric pound) - メートル法

現在では単に「ポンド」と言えば常用ポンドのことを指す。これはイギリスにおいても同じである。ただし、オンスについては、常用オンス（ounce (avoirdupois)、28.349 523 125 グラム）とトロイオンス（troy ounce、31.103 4768 グラム）の両方が法定されている。

## 起源
歴史的には、メソポタミア地方で大麦1粒の重さを元にグレーンが定められ、その倍量単位としてポンドが定められた。使用法としては、人間が1日に消費する食糧としての単位であり、1ポンドの製粉によって焼かれたパンが1日分の主食量に相当する。

## 英米などのポンド

### 常用ポンドの定義
常用ポンドは1303年にロンドンの商人によって導入された。
ローマからイングランドにグレーンやポンドが伝えられた。ポンドとグレーンの換算には様々なものがあったが、おおむね5000グレーン程度であり、13世紀のヘンリー3世の時代には1ポンド = 5400グレーン = 12オンスとされていた。しかし、後に1ポンド = 16オンスとされるようになり、エリザベス1世の時代、1584年に法律で1ポンド = 7000グレーン = 16オンスと定められた。この換算値はエリサベス1世の時代から今日まで変わっていない。このポンドを常用ポンド (avoirdupois pound) と言い、他のポンドと区別する必要があるときには "lb av" という記号で表す。後にポンドの方を質量の基本単位とし、ポンドの定義を「大英帝国標準ポンド原器の質量」と定めた。
イギリス系とアメリカ系の間にわずかの差があったが、1958年にオーストラリア、カナダ、ニュージーランド、南アフリカ共和国、イギリス、アメリカ合衆国の6カ国による国際協定によって共通の値である 1ポンド = 正確に0.453 592 37 キログラムに統一した。この数値は1ポンド = 7000グレーンであることを考慮し、数値が「7」で割り切れるように定義したものである。したがって、1グレーンは、正確に 64.798 91 ミリグラムとなった。国際協定による共通値はアメリカでは1959年7月1日から、イギリスでは1963年に法律を改正して適用された。これが「国際ポンド」と呼ばれているものである。

### 日本におけるポンド
日本国内では1993年まで、1ポンド = 0.45359243 kgが使われ続けた。この値はアメリカにおける1894年の定義、1ポンド = 0.4535924277 kgに基づき、1953年制定の計量法施行法および（旧）計量単位令に法定されていたものであって、1959年に国際ポンド（= 0.45359237 kg）が定められた後も改正されなかった。この国際ポンドの定義と日本国内でのポンドの定義との齟齬は、計量単位令が1993年に改正・施行されるまで、35年間も放置されていた。

### 常用ポンドの経緯
イギリスでは、1878年の度量衡法によってポンドが正式に定義されたが、その後、1883年には計測がされ直され、0.4535924277 kgが正確な値だとされた。1898年に、この値を丸めた0.45359243 kgちょうどを正式な1ポンドとした。この定義は帝国ポンドと呼ばれ、1963年に国際ポンドに切り替えるまで使われた。
アメリカでは、1893年4月5日のメンデンホール指令によって、ヤードがメートルを基準として、ポンドがキログラムを基準として定義されることになった。メンデンホール指令それ自体は、1866年の法令による換算値 1ポンド = 1/2.2046 kg としている（ただし注記において、より正確には1ポンド = 1/2.20462 kg とした上で、法令の換算値 1ポンド = 1/2.2046 kg は通常の換算には十分に正確であるし、高精度の計測にはキログラムが使用されるので換算は不要であるとしている）。
1893年の Coast and Geodetic Survey Report（この文書はメンデンホール指令の文書を含んだものである） では、換算値として、
- 1 ポンド = 1/2.2046 kg
- 1 ポンド = 1/2.20462 kg
- 2.204 622 34 ポンド = 1 kg
- 1 ポンド = 453.592 427 7 グラム

の4つの関係式を掲げている。これらはそれぞれ次の換算値を意味することになる。後の値と比較すると、
- 1ポンド ≒ 0.453 597 024 404 kg
- 1ポンド ≒ 0.453 592 909 436 kg
- 1ポンド ≒ 0.453 592 427 989 kg
- 1ポンド =  0.453 592 427 7   kg（1984年の米国の換算表）
- 1ポンド =  0.453 592 43      kg（後の1898年の英国での丸め）
- 1ポンド =  0.453 592 37      kg（後の1959年の国際ポンド）

しかし、翌年の1894年3月21日の換算表においては、イギリスの1883年の計測結果を受けて1ポンド = 0.453 592 4277 kg となった。その後イギリスでは1898年5月に値を丸めて、公式に 1ポンド = 0.453 592 43 kg と制定したが、米国では丸めなかったために、わずかの違いが生じることとなった。このような経緯を経て1959年には国際ポンド = 0.453 592 37 kgを使うようになった。1894年の定義値と1959年の定義値との違いは、約 1.27 × 10−7 である。
1 常用ポンドは 16 オンス、7000 グレーンに等しい。したがってオンスは、1/16 ポンドであり、正確に 28.349 523 125 g である。前述の通り1959年の国際ポンドの定義値は、7で割り切れるように定義されたので、1 グレーンは正確に 0.064 798 91 g である。この常用ポンドとグレーンとの関係は、1584年に再定義された時から変わっていない。それまでは 1 常用ポンドは 7002 グレーンに相当していた。

### トロイポンド
トロイポンドは、イギリスの薬剤師や宝石商によって使用されていた単位である。その名前は、中世フランスの重要な商都であったトロワ (Troyes) に因む。カナダ、オーストラリア、イギリスなどでは、現在はトロイポンドは法定単位の地位を失っている。その分量単位であるトロイオンスは、なお法定単位であるが、その使用は貴金属の取引に限定されている。
トロイポンドと常用ポンドとの比率は 144/175 である。
1 トロイオンスは 480 グレーンに等しく、1トロイポンドは5760グレーンに等しい。したがって、1 トロイポンド = 12 トロイオンスである。　　　　　　　　　　　　　　　　　　
　　　　　　　　　　　　　　　　　　　　　　　　　　　　　　　　　　　　　　　　　　　　なお、1 トロイオンス =（正確に）31.103 4768 グラム、1 トロイポンド =（正確に）373.241 7216 グラムである。

## 呼び名
代表的な言語での呼び名は以下のとおりである。
- 英語: pound（パウンド）
- オランダ語: pond（ポンド）
- ドイツ語: Pfund（プフント）
- ロシア語: Фунт funt（フント）
- フランス語: livre（リーヴル）
- スペイン語: libra（リーブラ）
- イタリア語: libbra（リッブラ）

ロマンス語派各言語における名称は、ラテン語のlibra（リーブラ。天秤の意味）に由来する。

## 英米以外のポンド

### メートル法以前
イギリス以外のいくつかのヨーロッパ諸国でも、古くからポンド（またはその訳語）と呼ばれる単位が使われていたが、その量は国と時代によって異なる。たとえば、1820年ごろのアムステルダムポンドは 494.09 グラムだった。
それらは現在では使われないか、メートルポンドに取って代わられた。

### フント（ロシアポンド）
ロシアでは、フント（Фунт funt）という単位が使用されていた (Obsolete Russian units of measurement) 。1フントは約409.5グラム。
- 1フント＝96ゾロトニク（ロシア語版、英語版）[14]

40フントで1プードとなる。

### メートルポンド
国際単位系 (SI) を使ういくつかの国では、ポンド（またはその訳語）は、非公式ではあるが500グラムの意味で用いられる。これは、フランス革命後のメートル法の草創期にフランスで定められた値である。それらの国の多くでは、19世紀に正式にその単位名称を導入することが検討されたが、現在はどの国でも正式な単位名称としては認められていない。
オランダでは、ポンド (pond) は正式に1キログラム (kilogram) として、オンスは100グラムとして再定義された。しかし、前者は今日では使用されず、オランダでポンドと言えば、現在では他の国と同じ500グラムである。100グラムのオンスは限られた用途で現在でも使われている。
メートル法を採用している国では、ポンドという言葉は俗語としては使われているが、はかりなどの計量装置にポンドは書かれていない。目盛りはグラム (g) やキログラム (kg) で書かれており、グラムで測ってからポンドに直す必要がある。